# Бокс Елдер (Монтана)
Бокс Елдер (енгл. Box Elder) насељено је место без административног статуса у америчкој савезној држави Монтана.

## Демографија
По попису из 2010. године број становника је 87, што је 175 (-66,8%) становника мање него 2000. године.
| Група             | 2000.     | 2010.      |
| Белци             | 26 (9,9%) | 30 (34,5%) |
| Афроамериканци    | 0 (0,0%)  | 0 (0,0%)   |
| Азијати           | 0 (0,0%)  | 0 (0,0%)   |
| Хиспаноамериканци | 7 (2,7%)  | 7 (8,0%)   |
| Укупно            | 262       | 87         |